# Richard Garriott
Pour les articles homonymes, voir Garriott.
Richard Allen Garriott, souvent surnommé Lord British dans la presse spécialisée en jeu vidéo, né le 4 juillet 1961 à Cambridge, en Angleterre, est une figure majeure dans l'industrie du jeu vidéo. À l'origine concepteur et développeur de jeux, il a étendu son champ d'action dans ce domaine. Il est devenu en 2008 le 6e touriste spatial.
En 2006, il reçoit un Game Developers Choice Awards pour l'ensemble de sa carrière.

## Biographie
Garriott est né à Cambridge, Angleterre, d'un père astronaute, Owen K. Garriott, ayant séjourné sur la station spatiale Skylab et ayant fait le vol STS-9 sur la Navette spatiale Columbia. Il a été élevé à Houston dans l'État du Texas aux États-Unis. Dès le lycée il s'intéressa aux ordinateurs et à la programmation. Très vite, il se mit à développer des jeux pour s'amuser. C'est aussi au lycée que des élèves plus âgés lui octroyèrent le surnom de Lord British parce qu'ils décelaient un soupçon d'accent anglais dans sa voix.
Richard continua à programmer de nombreux jeux, les donnant souvent gratuitement à des amis pour qu'ils les essaient. Durant l'été 1979, Il travailla pour un magasin vendant des produits informatiques. Il décida, après avoir été convaincu par son patron, d'y vendre son premier jeu : Akalabeth. Les premières copies fournies à la demande par Richard lui-même étaient contenues dans des petits sacs clos par une fermeture éclair. Le jeu fut très vite remarqué et publié par California Pacific Computer Company (en). Il s'est vendu à 30 000 exemplaires, un chiffre excellent à l'époque. À l'automne de la même année, il entra à l'Université du Texas.
Au début des années 1980, Garriott développa les premiers volets de la série Ultima. Le premier volet, destiné aux possesseurs des machines Apple II, fut publié par California Pacific. Le second, Ultima II, fut publié par une compagnie qui allait bientôt devenir célèbre pour ses jeux d'aventure : Sierra On-Line. Richard s'est aperçu qu'une légion de fans s'était formée autour de ces deux épisodes et prit la décision de fonder sa propre compagnie de production de jeux vidéo, Origin Systems, avec son frère Robert, son père et d'autres personnes proches. Cette société s'occupa de la production et de la distribution des titres, alors développés sur différentes plates-formes. Origin est une des compagnies à avoir pris une grande part dans l'évolution des jeux vidéo.
Garriott vendit Origin à Electronic Arts en septembre 1992. Durant plusieurs années, cette opération n'affecta pas le résultat final perçu par les joueurs, à savoir les jeux et la qualité avec laquelle ils étaient produits. Cependant, en 1999 et 2000, un conflit éclata au grand jour avec l'annulation de plusieurs développements majeurs incluant Ultima Online 2, Privateer Online et Harry Potter Online. C'est au cours de ces événements que Garriott décida de démissionner de la compagnie qu'il avait créée et accompagnée depuis le début. Il revint bien vite en formant Destination Games (en) en avril 2000 avec son frère et Starr Long, le producteur d'Ultima Online. Dès que Garriott fut libéré de sa clause de non-concurrence avec EA, sa société établit un partenariat avec NCSoft. Il y occupe maintenant un poste de producteur et concepteur de MMORPG.
Multi-millionnaire, Garriott est aussi connu pour ses « petites fantaisies », à savoir sa passion pour les châteaux hantés et les musées. Il a construit sa résidence à Austin dans le Texas et l'a appelée Britannia Manor (en), c’est-à-dire « Le Manoir de Britannia » (Britannia est le nom du royaume dans lequel évoluent les joueurs d’Ultima). Il fait aussi partie du comité exécutif de Space Adventures, compagnie célèbre pour envoyer des gens dans l'espace moyennant une forte somme d'argent. Sa place a été réservée pour 30 millions de dollars américains sur un vol commercial de Space Adventures vers la Station spatiale internationale, prévu en avril 2008 (retour par le vol Soyouz TMA-12) mais c'est finalement le 12 octobre 2008 qu'il décolle du Cosmodrome de Baïkonour à bord du vol Soyouz TMA-13 et devient ainsi le 6e touriste de l'espace. Il revient sur Terre le 24 octobre 2008 à bord de Soyouz TMA-12, après un atterrissage au Kazakhstan. Depuis 1993, il est propriétaire de Luna 21 et de Lunokhod 2, un atterrisseur et un astromobile soviétiques toujours présents sur la Lune, achetés lors d'une vente aux enchères du groupe Sotheby's à New York.
Il annonce le 11 novembre 2008, sur le site officiel de Tabula Rasa, qu'il quitte la société NCsoft. Son voyage récent dans l'espace serait une des raisons de son départ : « Cette expérience inoubliable a élargi mes horizons et mes centres d’intérêt, et j’aimerais y consacrer mon temps et mon énergie. C’est pour cette raison que j’ai décidé de quitter NCsoft. »
2009, Richard Garriott attaque NCsoft en justice pour fraude et rupture de contrat. Selon un journaliste de JeuxOnLine, « Le grand homme estimait en effet avoir été licencié, l'obligeant à vendre ses actions NCsoft alors que leur valeur était au plus bas, alors qu'au contraire, NCsoft faisait valoir que Garriott avait démissionné et vendu ses actions de son propre chef ». En 2010, il remporte le procès.
En septembre 2009, il fonde la société de développement Portalarium, et le 8 mars 2013, il lance la campagne de financement collaboratif pour son jeu Shroud of the Avatar annoncé comme étant la "suite spirituelle" de la série Ultima pour laquelle il ne détient plus les droits.

### Vie privée
Il se marie en 2011 avec Laetitia Garriott de Cayeux, petite-fille d'André Cailleux, avec qui il a deux enfants : Kinga Shuilong Garriott de Cayeux, née le 30 juin 2012, et Ronin Phi Garriott de Cayeux, né le 28 juillet 2014.

## Lord British
Lord British est le surnom de Richard Garriott. C'est également le nom qu'il a donné au souverain de Britannia dans la série Ultima, à compter d’Ultima IV. Ce monde était auparavant appelé Sosaria et divisé en plusieurs principautés.
Lord British est aussi le personnage non joueur le plus puissant du jeu Ultima Online. Un groupe de joueurs a réussi à profiter d'un bug du jeu pour le tuer, alors qu'il était conçu pour être invincible.
Dans le MMORPG de science-fiction Tabula Rasa, l'incarnation de Garriott se nomme General British.

## Liste de jeux auxquels il a directement participé
- 1980 : Akalabeth.
- 1980 : Ultima I, connu plus tard sous le nom d’Ultima I: The First Age of Darkness.
- 1983 : Ultima II: Revenge of the Enchantress.
- 1983 : Ultima III: Exodus.
- 1985 : Ultima IV: Quest of the Avatar.
- 1988 : Ultima V: Warriors of Destiny.

Ce volet est le dernier auquel Garriott participe majoritairement au niveau de la programmation et aussi le dernier à sortir sur Apple II. Dans les suites, Garriott n’est plus présent que dans la conception. Il est l’objet d’un remake sous la forme d’un mod du jeu Dungeon Siege appelé Ultima V: Lazarus et développé par un groupe de joueurs enthousiastes.
- 1990 : Ultima VI: The False Prophet.
- 1992 : Ultima VII: The Black Gate et l’add-on Forge of Virtue.
- 1993 : Ultima VII Part Two: Serpent Isle et l’add-on Silver Seed.

Le 7e volet, regroupant deux jeux complets et deux add-on, est considéré comme l’apogée de la série. Un scénario passionnant, des innovations techniques importantes (il est possible de se dispenser totalement du clavier) et des graphismes magnifiques pour l’époque, ainsi qu’une durée de jeu très grande ne sont pas étrangers à son succès.
- 1994 : Ultima VIII: Pagan.
- 1997 : Ultima Online.
- 1999 : Ultima IX: Ascension.

Le volet le plus abouti de la série au niveau des graphismes, mais certainement le plus buggé[réf. nécessaire]. Les développeurs étaient en désaccord total avec Electronic Arts quant à la date de sortie du jeu et la première version s’en est ressentie : un nombre de bugs incroyable, une histoire inachevée, des quêtes impossibles à finir… Il a fallu attendre plusieurs patchs pour que le jeu soit réellement jouable.[réf. souhaitée]
- 2007 : Tabula Rasa.
- 2014 : Shroud of the Avatar: Forsaken Virtues